# Grammy Awards 2017
La 59ª edizione dei Grammy Awards si è svolta il 12 febbraio 2017 allo Staples Center di Los Angeles, in California.
La serata è stata condotta per la prima volta da James Corden e trasmessa negli Stati Uniti dalla CBS.
Le nomination sono state rese note il 6 dicembre 2016. L'artista che ne ha ricevuto il maggior numero è Beyoncé, con 9 nomination. Adele è stata la trionfatrice della serata, con 5 premi. Proprio la cantante, durante il discorso di ringraziamento per il premio di Miglior Album, si commuove elogiando la cantante Beyoncé, di cui è una grande fan e ammiratrice, e rompe il premio, il celebre grammofono, a metà, proprio per condividerlo con la cantante statunitense.

## Vincitori e candidati

### Assoluti

#### Registrazione dell'anno
- Hello - Adele; Greg Kurstin (produttore); Julian Burg, Tom Elmhirst, Emile Haynie, Greg Kurstin, Liam Nolan, Alex Pasco & Joe Visciano (ingegneri/mixers); Tom Coyne e Randy Merrill (ingegnere del mastering)
- Formation - Beyoncé; Beyoncé Knowles, Mike Will Made It e Pluss (produttori); Jaycen Joshua e Stuart White (ingegneri/mixers); Dave Kutch (ingegnere del mastering)
- 7 Years - Lukas Graham; Future Animals e Pilo (produttori); Delbert Bowers, Sebastian Fogh, Stefan Forrest e David LaBrel (ingegneri/mixers); Tom Coyne (ingegnere del mastering)
- Work - Rihanna feat. Drake; Boi-1da (produttore); Noel "Gadget" Campbell, Kuk Harrell, Manny Marroquin, Noah "40" Shebib e Marcos Tovar (ingegneri/mixers); Chris Gehringer (ingegnere del mastering)
- Stressed Out - Twenty One Pilots; Mike Elizondo e Tyler Joseph (produttori); Neal Avron e Adam Hawkins (ingegneri/mixers); Chris Gehringer (ingegnere del mastering)

#### Canzone dell'anno
- Hello - Adele; scritta da Adele e Greg Kurstin
- Formation - Beyoncé; scritta da Khalif Brown, Asheton Hogan, Beyoncé Knowles e Michael L. Williams II
- I Took a Pill in Ibiza - Mike Posner; scritta da Mike Posner
- Love Yourself - Justin Bieber; scritta da Justin Bieber, Benjamin Levin ed Ed Sheeran
- 7 Years - Lukas Graham; scritta da Lukas Forchhammer, Stefan Forrest, Morten Pilegaard e Morten Ristorp

#### Album dell'anno
- 25 - Adele
- Lemonade - Beyoncé
- Purpose - Justin Bieber
- Views - Drake
- A Sailor's Guide to Earth - Sturgill Simpson

#### Miglior artista esordiente
- Chance the Rapper
- Kelsea Ballerini
- The Chainsmokers
- Maren Morris
- Anderson .Paak

### Pop

#### Miglior interpretazione pop solista
- Adele – Hello
- Beyoncé – Hold Up
- Justin Bieber – Love Yourself
- Kelly Clarkson – Piece by Piece (Idol Version)
- Ariana Grande – Dangerous Woman

#### Miglior interpretazione pop di un duo o un gruppo
- Twenty One Pilots - Stressed Out
- The Chainsmokers feat. Halsey - Closer
- Lukas Graham - 7 Years
- Rihanna feat. Drake - Work
- Sia feat. Sean Paul - Cheap Thrills

#### Miglior album pop vocale
- 25 - Adele
- Purpose - Justin Bieber
- Dangerous Woman - Ariana Grande
- Confident - Demi Lovato
- This Is Acting - Sia

#### Miglior album pop tradizionale
- Summertime: Willie Nelson Sings Gershwin - Willie Nelson
- Cinema - Andrea Bocelli
- Fallen Angels - Bob Dylan
- Stages Live - Josh Groban
- Encore: Movie Partners Sing Broadway - Barbra Streisand

### Dance/Elettronica

#### Migliore registrazione dance
- Don't Let Me Down - The Chainsmokers feat. Daya
- Tearing Me Up - Bob Moses
- Never Be Like You - Flume feat. Kai
- Rinse & Repeat - Riton feat. Kah-Lo
- Drinkee - Sofi Tukker

#### Miglior album dance/elettronico
- Skin - Flume
- Electronica 1: The Time Machine - Jean-Michel Jarre
- Epoch - Tycho
- Barbara Barbara, We Face a Shining Future - Underworld
- Louie Vega Starring...XXVIII - Little Louie Vega

### Musica contemporanea strumentale

#### Miglior album musica contemporanea strumentale
- Snarky Puppy - Culcha Vulcha
- Herb Alpert - Human Nature
- Bill Frisell - When You Wish Upon a Star
- Steve Gadd Band - Way Back Home: Live from Rochester, NY
- Chuck Loeb - Unspoken

### Rock

#### Miglior interpretazione rock
- David Bowie – Blackstar
- Alabama Shakes – Joe (Live from Austin City Limits)
- Beyoncé featuring Jack White – Don't Hurt Yourself
- Disturbed – The Sound of Silence
- Twenty One Pilots – Heathens

#### Miglior interpretazione metal
- Megadeth - Dystopia
- Baroness – Shock Me
- Gojira – Silvera
- Korn – Rotting in Vain
- Periphery – The Price Is Wrong

#### Miglior canzone rock
- Blackstar - David Bowie; scritta da David Bowie
- Burn the Witch -  Radiohead; scritta da Radiohead
- Hardwired - Metallica; scritta da James Hetfield e Lars Ulrich
- Heathens - Twenty One Pilots; scritta da Tyler Joseph
- My Name Is Human - Highly Suspect scritta da Richard Meyer, Ryan Meyer e Johnny Stevens

#### Miglior album rock
- Tell Me I'm Pretty - Cage the Elephant
- California - Blink-182
- Magma - Gojira
- Death of a Bachelor - Panic! at the Disco
- Weezer - Weezer

### Alternative

#### Miglior album di musica alternativa
- David Bowie - Blackstar
- Bon Iver - 22, A Million
- PJ Harvey - The Hope Six Demolition Project
- Iggy Pop - Post Pop Depression
- Radiohead - A Moon Shaped Pool

### R&B

#### Miglior interpretazione R&B
- Solange – Cranes in the Sky
- BJ the Chicago Kid – Turnin' Me Up
- Ro James – Permission
- Musiq Soulchild – I Do
- Rihanna – Needed Me

#### Miglior interpretazione R&B tradizionale
- Lalah Hathaway - Angel
- William Bell - The Three of Me
- BJ the Chicago Kid - Woman's World
- Fantasia - Sleeping with the One I Love
- Jill Scott - Can't Wait

#### Miglior canzone R&B
- Lake by the Ocean -  Maxwell; scritta da Hod David e Musze
- Come and See Me - PartyNextDoor feat. Drake; scritta da PartyNextDoor, 40 e Drake
- Exchange - Bryson Tiller; scritta da Bryson Tiller, Michael Hernandez e Michael Johnson
- Kiss It Better - Rihanna; scritta da Jeff Bhasker, Robyn Fenty, John Glass e Teddy Sinclair
- Luv - Tory Lanez; scritta da Cashmere Cat, Benny Blanco e Tory Lanez

#### Miglior album Urban Contemporary
- Beyoncé - Lemonade
- Gallant - Ology
- King - We Are King
- Anderson .Paak - Malibu
- Rihanna - Anti

#### Miglior album R&B
- Lalah Hathaway Live - Lalah Hathaway
- In My Mind - BJ the Chicago Kid
- Velvet Portraits - Terrace Martin
- Healing Season - Mint Condition
- Smoove Jones - Mýa

### Rap

#### Miglior interpretazione rap
- Chance the Rapper feat. Lil Wayne & 2 Chainz - No Problem
- Desiigner - Panda
- Drake feat. The Throne - Pop Style
- Fat Joe & Remy Ma feat. French Montana & Infared - All the Way Up
- Schoolboy Q feat. Kanye West - That Part

#### Miglior collaborazione con un artista rap
- Drake – Hotline Bling
- Beyoncé feat. Kendrick Lamar – Freedom
- DRAM feat. Lil Yachty – Broccoli
- Kanye West feat. Chance The Rapper, Kelly Price, Kirk Franklin e The-Dream – Ultralight Beam
- Kanye West feat. Rihanna – Famous

#### Miglior canzone rap
- Hotline Bling -  Drake; scritta da Drake e Paul Jefferies
- All the Way Up - Fat Joe, Remy Ma feat. French Montana, Infared; scritta da Fat Joe, Edward Davadi, Shandel Green, French Montana, Cool & Dre e Remy Ma
- Famous - Kanye West feat. Rihanna; scritta da Chance the Rapper, Hudson Mohawke, Ernest Brown, Andrew Dawson, Swizz Beatz, Mike Dean, Noah Goldstein, Havoc, Plain Pat, Kanye West e Cyhi the Prynce
- No Problem - Chance the Rapper, Lil Wayne, 2 Chainz; scritta da Chance the Rapper, Lil Wayne e 2 Chainz
- Ultralight Beam -  Kanye West feat. Chance the Rapper, Kelly Price, Kirk Franklin, The-Dream; scritta da Chance the Rapper, Swizz Beatz, Mike Dean, Kirk Franklin, Noah Goldstein, Samo Sound Boy, The-Dream, Jerome Potter, Kelly Price, Nico Segal, Fonzworth Bentley, Kanye West e Cyhi the Prynce

#### Miglior album rap
- Coloring Book - Chance the Rapper
- And the Anonymous Nobody... - De La Soul
- Major Key - DJ Khaled
- Views - Drake
- Blank Face LP - Schoolboy Q
- The Life of Pablo - Kanye West

### Country

#### Miglior interpretazione country solista
- Maren Morris - My Church
- Brandy Clark - Love Can Go to Hell
- Miranda Lambert - Vice
- Carrie Underwood - Church Bells
- Keith Urban - Blue Ain't Your Color

#### Miglior interpretazione country di un duo/gruppo
- Pentatonix feat. Dolly Parton - Jolene
- Dierks Bentley feat. Elle King - Different for Girls
- Brothers Osborne - 21 Summer
- Kenny Chesney & Pink - Setting the World on Fire
- Chris Young feat. Cassadee Pope - Think of You

#### Miglior canzone country
- Tim McGraw - Humble and Kind
- Keith Urban - Blue Ain't Your Color
- Thomas Rhett - Die a Happy Man
- Maren Morris - My Church
- Miranda Lambert - Vice

#### Miglior album country
- Sturgill Simpson - A Sailor's Guide to Earth
- Brandy Clark - Big Day in a Small Town
- Loretta Lynn - Full Circle
- Maren Morris - Hero
- Keith Urban - Ripcord

### New Age

#### Miglior album new age
- White Sun II - White Sun
- Orogen - John Burke
- Dark Sky Island - Enya
- Inner Passion - Peter Kater e Tina Guo
- Rosetta - Vangelis

### Jazz

#### Miglior interpretazione jazz solista
- John Scofield - I'm So Lonesome I Could Cry
- Joey Alexander - Countdown
- Ravi Coltrane - In Movement
- Fred Hersch - We See
- Brad Mehldau - I Concentrate on You

#### Miglior album jazz vocale
- Gregory Porter - Take Me to the Alley
- René Marie - Sound of Red
- Branford Marsalis Quartet - Upward Spiral
- Catherine Russell - Harlem on My Mind
- The Tierney Sutton Band - The Sting Variations

#### Miglior album jazz strumentale
- John Scofield - Country for Old Men
- Kenny Barron Trio - Book of Intuition
- Peter Erskine - Dr. Um
- The Fred Hersch Trio - Sunday Night at the Vanguard
- Joshua Redman & Brad Mehldau - Nearness

#### Miglior album jazz di un ensemble
- Ted Nash Big Band - Presidential Suite: Eight Variations on Freedom
- Darcy James Argue's Secret Society - Real Enemies
- John Beasley - Presents Monk'estra, Volume 1
- John Daversa - Kaleidoscope Eyes: Music of the Beatles
- Bob Mintzer - All L.A. Band

#### Miglior album jazz latino
- Chucho Valdés - Tribute to Irakere: Live in Marciac
- Andy González - Entre colegas
- Brian Lynch & AA.VV. - Madera Latino: A Latin Jazz Perspective on the Music of Woody Shaw
- Michael Spiro/Wayne Wallace La Orquesta Sinfonietta - Canto América
- Trio da Paz - 30

### Gospel/Contemporary Christian

#### Miglior interpretazione/canzone gospel
- Tamela Mann - God Provides
- Shirley Caesar feat. Anthony Hamilton - It's Alright, It's OK
- Jekalyn Carr - You're Bigger (Live)
- Travis Greene - Made a Way (Live)
- Hezekiah Walker - Better

#### Miglior interpretazione/canzone di musica cristiana contemporanea
- Hillary Scott & The Scott Family - Thy Will
- Lauren Daigle - Trust in You
- For King & Country - Priceless
- Natalie Grant - King of the World
- Zach Williams - Chain Breaker

#### Miglior album gospel
- Kirk Franklin - Losing My Religion
- Tim Bowman Jr. - Listen
- Shirley Caesar - Fill This House
- Todd Dulaney - A Worshipper's Heart [Live]
- William Murphy - Demonstrate (Live)

#### Miglior album di musica cristiana contemporanea
- Hillary Scott & The Scott Family - Love Remains
- All Sons & Daughters - Poets & Saints
- Crowder - American Prodigal
- Natalie Grant - Be One
- Hillsong Young & Free - Youth Revival

#### Miglior album roots gospel
- Joey + Rory - Hymns
- Gaither Vocal Band - Better Together
- The Isaacs - Nature's Symphony in 432
- Gordon Mote - Hymns and Songs of Inspiration
- AA. VV. - God Don't Never Change: The Songs of Blind Willie Johnson

### Latin

#### Miglior album pop latino
- Jesse & Joy - Un besito más
- Gaby Moreno - Ilusión
- Laura Pausini - Similares
- Sanalejo - Seguir latiendo
- Diego Torres - Buena vida

#### Miglior album rock urban latino o di musica alternativa
- ile - iLevitable
- Illya Kuryaki & The Valderamas - L.H.O.N. (La Humanidad O Nosotros)
- La Santa Cecilia - Buenaventura
- Los Rakas - Los Rakas
- Carla Morrison - Amor supremo

#### Miglior album di musica regionale messicana compreso il tejano
- Vicente Fernández - Un azteca en el Azteca, Vol. 1 (En vivo)
- Banda El Recodo De Cruz Lizárraga - Raíces
- Joss Favela - Hecho a mano
- La Maquinaria Norteña - Generación Maquinaria Est. 2006
- Mariachi Divas de Cindy Shea - Tributo a Joan Sebastian y Rigoberto Alfaro

#### Miglior album latino tropical
- Jose Lugo & Guasábara Combo - Donde están?
- Fonseca - Conexión
- Formell Y Los Van Van - La Fantasia Homenaje a Juan Formell
- Grupo Niche - 35 Aniversario
- Sonora Santanera - La Sonora Santanera en su 60 aniversario

### Americana

#### Miglior interpretazione americana roots
- Sarah Jarosz - House of Mercy
- The Avett Brothers - Ain't No Man
- The Blind Boys of Alabama - Mother's Children Have a Hard Time
- Rhiannon Giddens - Factory Girl
- Lori McKenna - Wreck You

#### Miglior canzone americana roots
- The Time Jumpers - Kid Sister
- Robbie Fulks - Alabama at Night
- Jack White - City Lights
- Roddie Romero & the Hub City All-Stars - Gulfstream
- Lori McKenna - Wreck You

#### Miglior album americana
- William Bell - This Is Where I Live
- The Avett Brothers - True Sadness
- Kris Kristofferson - The Cedar Creek Sessions
- Lori McKenna - The Bird and the Rifle
- The Time Jumpers - Kid Sister

#### Miglior album bluegrass
- O'Connor Band & Mark O'Connor - Coming Home
- Blue Highway - Original Traditional
- Doyle Lawson & Quicksilver - Burden Bearer
- Laurie Lewis & The Right Hands - The Hazel and Alice Sessions
- Claire Lynch - North by South

#### Miglior album blues tradizionale
- Bobby Rush - Porcupine Meat
- Lurrie Bell - Can't Shake the Feeling
- Joe Bonamassa - Live at the Greek Theatre
- Luther Dickinson - Blues & Ballads (A Folksinger's Songbook: Volumes I & II)
- Vasti Jackson - The Soul of Jimmie Rodgers

#### Miglior album blues contemporaneo
- Fantastic Negrito - The Last Days of Oakland
- Janiva Magness - Love Wins Again
- Kenny Neal - Bloodline
- The Record Company - Give It Back to You
- Joe Louis Walker - Everybody Wants a Piece

#### Miglior album folk
- Sarah Jarosz - Undercurrent
- Judy Collins & Ari Hest - Silver Skies Blue
- Robbie Fulks - Upland Stories
- Rhiannon Giddens - Factory Girl
- Sierra Hull - Weighted Mind

#### Miglior album di musica regionale
- Kalani Pe'a - E walea
- Barry Jean Ancelet & Sam Broussard - Broken Promised Land
- Northern Cree - It's a Cree Thing
- Roddie Romero & the Hub City All-Stars - Gulfstream
- AA. VV. - I Wanna Sing Right: Rediscovering Lomax in the Evangeline Country

### Reggae

#### Miglior album reggae
- Ziggy Marley - Ziggy Marley
- Sly & Robbie Presents...Reggae For Her - Devin Di Dakta & J.L
- Rose Petals - J-Boog
- Everlasting - Raging Fyah
- Falling Into Place - Rebelution
- Live in Virginia - SOJA

### World Music

#### Miglior album di musica world
- Yo-Yo Ma & The Silk Road Ensemble - Sing Me Home
- Celtic Woman - UPGRADED
- Ladysmith Black Mambazo - Walking in the Footsteps of Our Fathers
- Anoushka Shankar - Land of Gold
- Caetano Veloso & Gilberto Gil - Dois amigos, un século de música: Multishow Live

### Per l'infanzia

#### Miglior album di musica per bambini
- Secret Agent 23 Skidoo - Infinity Plus One
- Frances England - Explorer of the World
- Recess Monkey - Novelties
- Brady Rymer And The Little Band That Could - Press Play
- The Okee Dokee Brothers - Saddie Up

### Album parlati

#### Miglior album parlato
- Carol Burnett - In Such Good Company: Eleven Years of Laughter, Mayhem, and Fun in the Sandbox
- Amy Schumer - The Girl with the Lower Back Tattoo
- Patti Smith - M Train
- AA. VV. - Under the Big Black Sun: A Personal History of L.A.Punk (John Doe With Tom DeSavia)
- Elvis Costello - Unfaithful Music & Disappearing Ink

### Umorismo

#### Miglior album umoristico
- Patton Oswalt - Talking for Clapping
- David Cross - ...America...Great...
- Margaret Cho - American Myth
- Tig Notaro - Boyish Girl Interrupted
- Amy Schumer - Live at the Apollo

### Spettacolo teatrale

#### Miglior album di un musical teatrale
- The Color Purple
- Bright Star
- Fiddler on the Roof
- Kinky Boots
- Waitress

### Produzione e ingegneria del suono

#### Produttore dell'anno, non classico
- Greg Kurstin
- Benny Blanco
- Max Martin
- Nineteen85
- Ricky Reed

#### Miglior composizione remixata, non classica
- Tearing Me Up (RAC Remix) - André Allen Anjos
- Cali Coast (Psionics Remix) - Josh Williams
- Heavy Star Movin' (starRo Remix) - starRo
- Nineteen Hundred and Eighty-Five (Timo Maas and James Teej Remix) - Timo Maas e James Teej
- Only (Kaskade X Lipless Remix) - Ryan Raddon and Lipless
- Wide Open (Joe Goddard Remix) - Joe Goddard

### Videoclip/Film

#### Miglior videoclip
- Formation - Beyoncé; Melina Matsoukas (regista); Nathan Scherrer (produttore)
- River - Leon Bridges
- Up&Up - Coldplay
- Gosh - Jamie xx
- Upside Down & Inside Out - OK Go